# Maddalena Corvaglia
Maddalena Corvaglia (Galatina, 12 gennaio 1980) è una conduttrice televisiva e showgirl italiana.

## Biografia
Nata a Galatina, è originaria di Presicce, località del Salento meridionale in cui cresce. La famiglia è composta dalla madre Maria Isabella, insegnante di sostegno, e dal fratello maggiore Antonio detto Tony, avvocato come il padre Salvatore, scomparso nel 1995. A 17 anni partecipa, come riserva, al concorso Miss Italia 1997 dopo avere vinto il titolo di Miss Wella Umbria. 

### Velina perStriscia la notizia(1999-2002)
Conseguita la maturità al liceo classico Dante Alighieri (oggi istituto di istruzione superiore Rita Levi Montalcini) di Casarano, in provincia di Lecce, partecipa nel 1999 al casting per la velina bionda del programma Striscia la notizia e il 27 settembre dello stesso anno viene scelta per affiancare la sassarese Elisabetta Canalis.

### Carriera televisiva successiva
Finita l'8 giugno 2002 l'esperienza in Striscia la notizia, affianca Miguel Bosé nel reality show musicale Operazione Trionfo, e conduce la striscia quotidiana riassuntiva di quello stesso programma su Italia 1. Negli anni successivi prende parte ad alcuni programmi, come Mandi e Maddy Candid Camera Club, andato in onda su Happy Channel e SKY Vivo, in cui interpreta gag con Marco Milano, diventa inviata speciale di Alberto Castagna nel programma Stranamore per due edizioni, e co-conduttrice de La Domenica del Villaggio, programma domenicale in cui affianca Davide Mengacci. Nel 2005 conduce per una settimana il programma Striscia la Notizia con l'ex collega Elisabetta Canalis su Canale 5.
Nell'estate 2005 prende parte a una puntata pilota su Rai 1 del programma Mister Archimede, che conduce con Giovanni Muciaccia e Fabrizio Frizzi. Nel 2006 conduce il programma Sanremo Lab giovani, dedicato alla selezione di alcuni cantanti emergenti per il noto festival canoro. Sempre nel 2006 è conduttrice radiofonica per radio R101 e in estate conduce con Max Novaresi il concorso Miss Muretto di Alassio. Nel 2007 conduce ancora Miss Muretto, questa volta insieme ad Alvin. Fra il 2006 e il 2007 conduce in seconda serata il programma di candid camera Balls of Steel con Marco Mazzocchi. A settembre 2007 posa per il calendario sexy della rivista Max. Nel 2008 conduce, con Daniele Bossari e Paola Maugeri, lo show Scalo 76 nel sabato pomeriggio di Rai 2. Nel gennaio 2008 conduce con Franco Neri la 15ª edizione di BravoGrazie. Dal 2009 al 2011 è opinionista fissa nel talk L'Arena. Nel dicembre 2011 Maddalena appare nel video della canzone Stammi vicino di Vasco Rossi, terzo singolo estratto dell'album Vivere o niente. Il 16 settembre 2012 presenta con Massimo Giletti, in diretta dal Canada, la manifestazione Una voce per Padre Pio nel mondo (spin-off di Una voce per Padre Pio).
Dal settembre 2012 al novembre 2014 è una delle opinioniste di Verdetto finale e di Domenica Live. Nell'estate del 2013 è una delle concorrenti del nuovo reality-talent show Jump! Stasera mi tuffo, condotto da Teo Mammucari su Canale 5, dove si classifica terza. Il 28 giugno 2013 presenta, sempre con Massimo Giletti, l'evento religioso di Rai 1 Una voce per Padre Pio e poco dopo conduce da sola Maddy va veloce sul canale Nuvolari: in ogni puntata scopre il mondo delle moto andando in circuiti e in eventi per veri motociclisti. Nel maggio 2014 partecipa alla prima edizione del nuovo talent Si può fare! condotto su Rai 1 da Carlo Conti: in questo talent ottiene il primo posto dimostrando particolari abilità muscolari nell'esibizione dei tessuti aerei e della pole dance. Nel novembre 2014 passa al nuovo canale del digitale terrestre italiano Agon Channel, dove conduce il nuovo talent show My Bodyguard.
Nell'estate 2015 collabora con il Gruppo Norba e presenta le cinque tappe previste per i concerti della tredicesima edizione del Radionorba Battiti Live. Il 25 marzo 2016 ha partecipato alla seconda puntata della settima edizione di Ciao Darwin come rappresentante della categoria Integratori, in onda su Canale 5 e condotta da Paolo Bonolis, come capitana della categoria "integratori" (programma nella quale vi partecipò anche il 28 marzo 2003 come capitana, assieme all'ex collega Elisabetta Canalis, della categoria "Veline").
Dal 2016 al 2018 conduce, con Vittorio Brumotti e il Gabibbo, la versione estiva di Paperissima Sprint.

## Vita privata
Dal 2002 al 2007 ha avuto una relazione con Enzo Iacchetti. Il 28 maggio 2011 sposa a Mirandola in Provincia di Modena, lo statunitense Stef Burns, chitarrista della band di Vasco Rossi, dal quale ha avuto una figlia, Jamie Carlyn Birnbaum, nata il 28 settembre 2011. Il matrimonio è officiato dallo stesso rocker emiliano, grazie a una delega del sindaco della cittadina; la testimone di lei è stata Elisabetta Canalis, per la quale sarà a sua volta testimone di nozze nel 2014. Il 19 gennaio 2017 la coppia annuncia la separazione.

## Programmi televisivi

Maddalena Corvaglia (a destra) ed Elisabetta Canalis all'epoca di Striscia la notizia (1999-2002)

- Striscia la notizia (1999-2002, 2005, Canale 5)[4]
- Operazione Trionfo (2002 Italia 1) Inviata
- Giffoni Film Festival (2003 Canale 5) Conduttrice
- Stranamore (2003 Canale 5; 2004-2005 Rete 4) Inviata
- Mandi e Maddy Candid Camera Club (2004 Happy Channel)
- La domenica del villaggio (2005 Canale 5) Co-conduttrice
- Mister Archimede (2005 Rai 1) Co-conduttrice
- Sanremo Lab giovani (2005-2006 Rai 1) Conduttrice
- Quasi Sanremo (2006 Rai 1) Conduttrice
- Sanremo - Festa della musica (2006 Rai 1) Conduttrice
- Accademia della Canzone (2006 Rai 1) Conduttrice
- Lecce Art Festival (2006 Rai 1) Conduttrice
- Miss Muretto (2006-2007 Leonardo) Conduttrice
- Balls of Steel (2006-2007 Rai 2) Conduttrice
- Scalo 76 (2007-2008 Rai 2) Conduttrice
- BravoGrazie (2008 Rai 2) Conduttrice
- SOS Maddy (2010 Marcopolo) Conduttrice
- Diari di viaggio (2010 Marcopolo) Conduttrice
- Maddy va veloce (2011 Nuvolari) Conduttrice
- Una voce per Padre Pio nel mondo (2012 Rai 1) Co-conduttrice
- Questione di Style (2012-2013 Play tv) Conduttrice
- Jump! Stasera mi tuffo (2013 Canale 5) Concorrente
- Una voce per Padre Pio (2013-2014 Rai 1) Co-conduttrice
- Le note degli angeli (2013 Rai 1) Conduttrice
- Si può fare! (2014 Rai 1 ) Concorrente, vincitrice
- My Bodyguard (2014-2015 Agon Channel) Conduttrice
- Battiti Live (2015 Telenorba) Conduttrice
- Paperissima Sprint (2016-2018 Canale 5) Conduttrice
- NCC - Navigazione con conduttore (2020 Italia 1) Conduttrice
- MotorTrend Mag (2021 Motor trend tv) Conduttrice
- Alessandro Borghese - Celebrity Chef (2022 Tv8) Concorrente
- Nudi per la vita (2022 Rai 2) Concorrente
- Una Vita In Vacanza - Destinazione Sicilia (2022 Italia 1) Conduttrice
- Pechino Express (2024 Sky Uno) Concorrente